# 中山町総合体育館
中山町総合体育館（なかやままちそうごうたいいくかん）は、山形県東村山郡中山町にある屋内スポーツ施設である。

## 施設概要
- 主競技場
  - アリーナ
    - フロア面積 1,512ｍ²、観客席 22人
    - バスケットボールコート(2面)、バレーボールコート(3面)、バドミントンコート(6面)、ソフトテニスコート(2面)、卓球他

  - 武道場
    - 柔道場
      - 床面 240ｍ²
      - 柔道(1面)

    - 剣道場
    - 床面 240ｍ²
    - 剣道(1面)、空手他
- トレーニングルーム
- 会議室
- 更衣室、シャワー室

駐車場あり

## 開館時間
午前9時～午後9時30分

## 休館日
- 月曜日(月曜日が祝祭日の場合、翌日)
- 年末年始

## 周辺
- ひまわり温泉 ゆ・ら・ら
- 最上川中山緑地公園
- 山形県野球場